# Sotirios Axiotiades
Sotirios Axiotiades (arab. ‏سوتيريوس اكسيوتادس‎; ur. w 1961 w Bejrucie) – libański narciarz alpejski, uczestnik Zimowych Igrzysk Olimpijskich 1984.
Najlepszym wynikiem Axiotiadesa na zimowych igrzyskach olimpijskich jest 62. miejsce w slalomie gigancie podczas Zimowych Igrzysk Olimpijskich 1984 w Sarajewie.
Axiotiades nigdy nie wystartował na mistrzostwach świata.
Axiotiades nigdy nie wystartował w zawodach Pucharu Świata.

## Osiągnięcia

### Zimowe igrzyska olimpijskie
| Igrzyska      | Konkurencja   | Czas    | Wynik | Zwycięzca  |
| ------------- | ------------- | ------- | ----- | ---------- |
| Sarajewo 1984 | Slalom gigant | 3:40.62 | 62.   | Max Julen  |
| Sarajewo 1984 | Slalom        | -       | DNF   | Phil Mahre |